# Врабекова къща
Врабековата къща е къща с ранно възрожденска архитектура в град Копривщица, строена като редица други сгради по време на формирането на основите на копривщенската архитектура (1809 – 1830).
Врабековата къща се намира в северния край на Тороман махала в сравнително голям двор. На същия терен са били построени и няколко стопански сгради. Те вече не съществуват, но къщата е с архитектурна стойност и има съществен принос за уличното пространсво. Входната порта се намира в южния край на двора. Планово-композиционното решение е в асиметричен дух, а стените са сглобени от дървени талпи. Тя има кръстовидно разпределение на помещенията от приземието: отвод (салон), помещение в'къщи, соба и изба. Вторият кат се състои от соба, в'къщи, пруст и тъмна стая. За връзка между етажите служи вътрешна еднораменна стълба, като мястото под нея се използва наместо долап. Двете кухненски помещения (в'къщи) имат оджаци (камини) със служещи да захващат дима яшмаци (було). Тук има и стенни долапи и кърлици (водници), с полици, предназначени за домакинските съдове и специални закачалки за менците.
В собите на къщата има стенни ракли, като в тази на долния етаж има и миндери покрай вътрешните стени. Парапетът на стълбището се крепи на квадратни дървени колонки. Прозорците имат поставени решетки.
Носещият скелет на къщата е направен от дъбови греди. Заради своята масивност той е подпрян със зид от дялани камъни. Междуетажната конструкция отново е изпълнена с дъбов гредоред и има дъсчени подове и тавани. Пространствената архитектура е напълно в духа на асиметричните концепции, а нейното архитектурно тяло лежи непринудено върху терена, напълно хармонично с естествената природна среда.
Кърлицата е голяма полица, състояща се от николко реда, като всеки един от тях е оразмерен отделно за тави, с различни размери и тигани. Най-отдолу има ред с големи дървени закачалки, на които се окачват менците, подредени пак според размера им. Обикновено са монтирани на стена в мазато.